# Cosimo Izzo
Cosimo Izzo (Napoli, 5 maggio 1943 – Napoli, 26 dicembre 2022) è stato un politico italiano.

## Biografia
Ha sostenuto gli studi classici presso il Collegio Bianchi dei Padri Barnabiti di Napoli e si è laureato in giurisprudenza presso l'Università degli Studi di Napoli Federico II prima di intraprendere la professione di avvocato. Iscritto all'Azione Cattolica da giovane, ne è stato dirigente diocesano. Dal 1975 al 1982 è stato consigliere al Comune di Airola, suo paese d'adozione in provincia di Benevento, eletto nelle liste della Democrazia Cristiana.
Dal 1982 al 1983 è stato assessore provinciale con delega alla sanità ed, in seguito, dal 1983 al 1995 è stato assessore provinciale con delega ai lavori pubblici, viabilità, patrimonio, edilizia scolastica e sovvenzionata, cave e torbiere, acque ed acquedotti. 
Dal 1995 al 1998 è stato assessore della Regione Campania ai trasporti e viabilità, porti ed aeroporti, demanio marittimo ed opere marittime nella giunta Rastrelli. In seguito allo scioglimento della Democrazia Cristiana, dopo un periodo di militanza in alcune formazioni politiche centriste, ha aderito a Forza Italia nel dicembre del 2000.
Candidatosi nelle liste di Forza Italia per le elezioni politiche del 2001, è stato eletto al Senato nel collegio di Benevento. Riconfermato senatore della Repubblica alle elezioni del 2006 per le liste di Forza Italia in Campania. Presentatosi alle elezioni del 2008 per le liste del Popolo della Libertà, è risultato eletto al Senato per la terza volta in Campania. Da maggio del 2008 è vicepresidente del gruppo PdL al Senato della Repubblica. 
Alle elezioni politiche del 2013 non è ricandidato in Parlamento.
Nel 2013, contestualmente alla sospensione dell'attività del Popolo della Libertà, aderisce a Forza Italia. 
Alle elezioni regionali in Campania del 2015 si candida a consigliere regionale con Forza Italia, ma nonostante sia risultato il terzo candidato più votato non viene eletto. 
È stato responsabile nella Direzione Nazionale di Forza Italia del Dipartimento Artigianato.